# Viola henryi
Viola henryi är en violväxtart som beskrevs av H. Boissieu. Viola henryi ingår i släktet violer, och familjen violväxter. Inga underarter finns listade i Catalogue of Life.